# Atomtegn
Ethvert grundstof i det periodiske system har sit eget atomtegn eller atomsymbol. Det er en forkortelse, der oftest består af et eller to bogstaver. F.eks. er Fe atomtegnet for grundstoffet jern, der på latin hedder ferrum.